# Rainkopf
De Rainkopf is met 1305 meter hoogte een van de hogere toppen van de Vogezen in Frankrijk. Hij ligt op de grens van de Elzas (departement Haut-Rhin) en Lotharingen (departement Vogezen). De Route des Crêtes, die in de richting noord-zuid alle hoogten van het massief van de Vogezen met elkaar verbindt, loopt langs de berg, en vandaaruit kan men via een variant van de wandelroute GR5 over de berg wandelen. De westkant van de berg is heel glooiend, de oostkant is juist steil. De Thur ontspringt bij deze berg.